# 酒井政利
酒井 政利（さかい まさとし、1935年〈昭和10年〉11月17日 - 2021年〈令和3年〉7月16日）は、日本の音楽プロデューサー・メディアプロデューサー。酒井プロデュースオフィス代表取締役社長。日本ストリートダンス協会非常勤理事。国立国会図書館典拠データ検索・提供サービスによれば、1938年生まれと書かれた。

## 来歴
和歌山県有田市生まれ。父は建築設計事務所を営み、母は専業主婦。8人兄弟の末っ子であった。母は幼い政利を連れて酒井家に後妻として嫁いだ。
和歌山県立箕島高等学校、立教大学文学部卒業。大学卒業後、映画製作を志し松竹に入社するもまもなく退社し、その後日本コロムビア、CBS・ソニーレコードの音楽プロデューサーとして数多くのミュージシャンを発掘、育成する。プロデュースの原点となった南沙織をはじめ、フォーリーブスや郷ひろみ、キャンディーズ、山口百恵など、アイドル黄金時代と呼ばれたこの時期、300人あまりのアイドルや音楽グループを送り出した。CBS・ソニーではポップスや歌謡曲を担当する企画制作2部を率い、社内でも稼ぎ頭として大きな発言力を持っていた。CBS・ソニーでは多忙を極める酒井の負荷を軽減し、なおかつ互いに競わせる目的で、1978年に酒井の部下であった若松宗雄が率いる企画制作6部を立ち上げたが、若松が発掘した松田聖子が社会的ブームになるほどのヒットとなる一方、同じ1980年に酒井が率いる企画制作2部デビューさせた浜田朱里や中山圭子はヒットに恵まれず、酒井と若松の社内での力関係は次第に逆転していった。
50歳を迎えた時、カウンセラー養成所に2年間通った。60歳で退職後、酒井プロデュースオフィスを立ち上げた。プロデューサーとして担当した芸能人の売上累計は約3100億円にのぼると言われる。
メディアプロデューサーとして、映画・舞台・テレビ番組の企画やテレビコメンテーター、講演活動などの幅広い分野で活躍。その一方で心理カウンセラーとしての活動も行った。
2005年、文化庁長官表彰。2019年、2018年度和歌山県文化功労賞を受賞。2020年、文化功労者。
2021年7月16日午後7時5分、心不全のため、東京都内の病院で死去した。85歳没。

## エピソード
郷ひろみの「お嫁サンバ」作成にあたり、郷は「最初に曲のほうが出来上がってきて、いい曲だなと思ったが、その後に出来た詞が〈123バ 223バ〉で、意味が分からず、それはないだろうと思った」。しかし、プロデューサーの酒井が「この曲を明るく歌えるのは、あなたしかいない。この歌は間違いなく結婚式で歌われて後世に歌い継がれていくから」と説得してリリースした。
1979年10月1日にリリースされた久保田早紀の作詞・作曲・歌唱の「異邦人」は、当初「白い朝」というタイトルでゆったりとした感じの曲だったが、タイアップした三洋電機のCM映像がアフガニスタンで撮影されたことや、当時流行していたエーゲ海・地中海などの異国情緒など（それらの意識にも、酒井本人がプロデュースしたジュディ・オングの『エーゲ海のテーマ〜魅せられて』がある）が意識されて、歌詞・曲ともに中近東風なエスニック調のアレンジが施され、最終的に酒井の判断で「異邦人」と改題され、「シルクロードのテーマ」というサブタイトルが付けられた。

## 平沢貞通との関わり
帝銀事件で死刑判決を受けた平沢貞通が京都で画家として活動していた時代に酒井の母をモデルとしたことがあった。これをきっかけにして酒井は平沢の隠し子だとする報道がセンセーショナルになされた。1998年に酒井は「ばかばかしい話」だと否定した。
しかし酒井は、中学時代に近所の人から「お前は平沢の愛人の子だ」と言われたことや、高校時代に伯母から「マサちゃんは、帝銀事件の平沢貞通の坊ちゃんなんやてねえ」と言われ、実の母とされる女性の名や、住所を知らされたことなどを認め、「自殺を考えるほど悩んだ」と告白している。
週刊文春2001年新年号で酒井が語ったところによると、実母は平沢の絵のモデルになった経験があり、平沢も弁護士に対し事実である可能性を示唆する発言をしたとされるが、平沢には長期の拘禁などによる妄想症状もあって、真相は最後まで不明だったという。酒井は真相を求めて平沢との面会を希望したが、実現する事は無かった。

## 著書
- 酒井政利『プロデュース感覚の磨き方―演出、企画、交渉、創造の力の源はここにある!』日本実業出版社（原著1987年4月10日）。ISBN 978-4534012364。NDLJP:11985696。
- 酒井政利『ビジネスマンのプロデュース超感覚』実業之日本社（原著1992年11月1日）。ISBN 978-4408393902。
- 酒井政利『神話を築いたスターの素顔―百恵、郷、りえたちと歩んだ三十五年』文藝春秋（原著1995年4月1日）。ISBN 978-4163506401。
- 酒井政利『ナルシズム・パワー』実業之日本社（原著1997年6月1日）。ISBN 978-4408133331。
- 酒井政利、北島由記子『パラサイト』エムウェーブ（原著2000年11月1日）。ISBN 978-4901219068。
- 酒井政利『アイドルの素顔―私が育てたスターたち』河出書房新社（原著2001年2月1日）。ISBN 978-4309406237。
- 酒井政利、北島由記子『なぜ、母親はキレる少年を守れないのか。』こだま出版（原著2001年9月1日）。ISBN 978-4906069316。
- 酒井政利『アイドル誕生―プロデュース感覚の磨き方』河出書房新社（原著2001年7月1日）。ISBN 978-4309406329。
- 酒井政利『プロデューサー―音楽シーンを駆け抜けて』時事通信社（原著2002年4月1日）。ISBN 978-4788702592。
- 酒井政利『コンプレックスをバッグに入れて』工作舎（原著2002年11月1日）。ISBN 978-4875023685。

## 関連書籍
- ヒットソングを創った男たち~歌謡曲黄金時代の仕掛人」（2018年12月18日、濱口英樹 (著)、シンコーミュージック）- 42～71ページに、「第二章 酒井政利 stone